# IC 2696
IC 2696 је појединачна звијезда у сазвјежђу Лав која се налази на листи објеката дубоког неба у Индекс каталогу.
Деклинација објекта је + 12° 45' 21" а ректасцензија 11h 17m 49,3s.